# ادواردو پوچتا
ادواردو پوچتا (انگلیسی: Eduardo Pucheta؛ زادهٔ ۲۱ ژوئن ۱۹۹۲) بازیکن فوتبال اهل آرژانتین است.
از باشگاه‌هایی که در آن بازی کرده‌است می‌توان به باشگاه فوتبال ولز سارسفیلد اشاره کرد.